# Prix Europa
Prix Europa är en festival för produktioner inom TV, radio och Internet, som sedan 1987 hålls i olika europeiska städer. Arrangör var från början Europarådet och European Cultural Foundation. Ursprungligen gällde festivalen endast TV-produktioner, men när den slogs samman med Prix Futura 1997 utökades verksamheten även till radioproduktioner och medarrangör sedan dess är Europeiska radio- och TV-unionen (EBU). 2001 släpptes Internet-produktioner in.